# Ščerbinka
Ščerbinka (anche traslitterata come Shcherbinka) è una cittadina della Russia europea centrale, situata 37 km a nordest della capitale. Dal 1º giugno 2012 è stata inclusa nel distretto di Novomoskovskij della città di Mosca.
Sul sito della presente città è attestato dalla fine del XIV secolo il piccolo villaggio di Ščerbinino (Щербинино); l'attuale insediamento venne fondato a servizio di una fermata (Ščerbinka) sulla linea ferroviaria per Kursk. Lo status di città è del 1975.
Oggi Ščerbinka è un centro industriale della capitale russa.

## Società

### Evoluzione demografica
Fonte: mojgorod.ru Archiviato il 15 febbraio 2013 in Internet Archive.
- 1939: 3.200
- 1959: 16.600
- 1979: 23.600
- 1989: 28.000
- 2002: 28.043
- 2007: 30.100